# Ліани

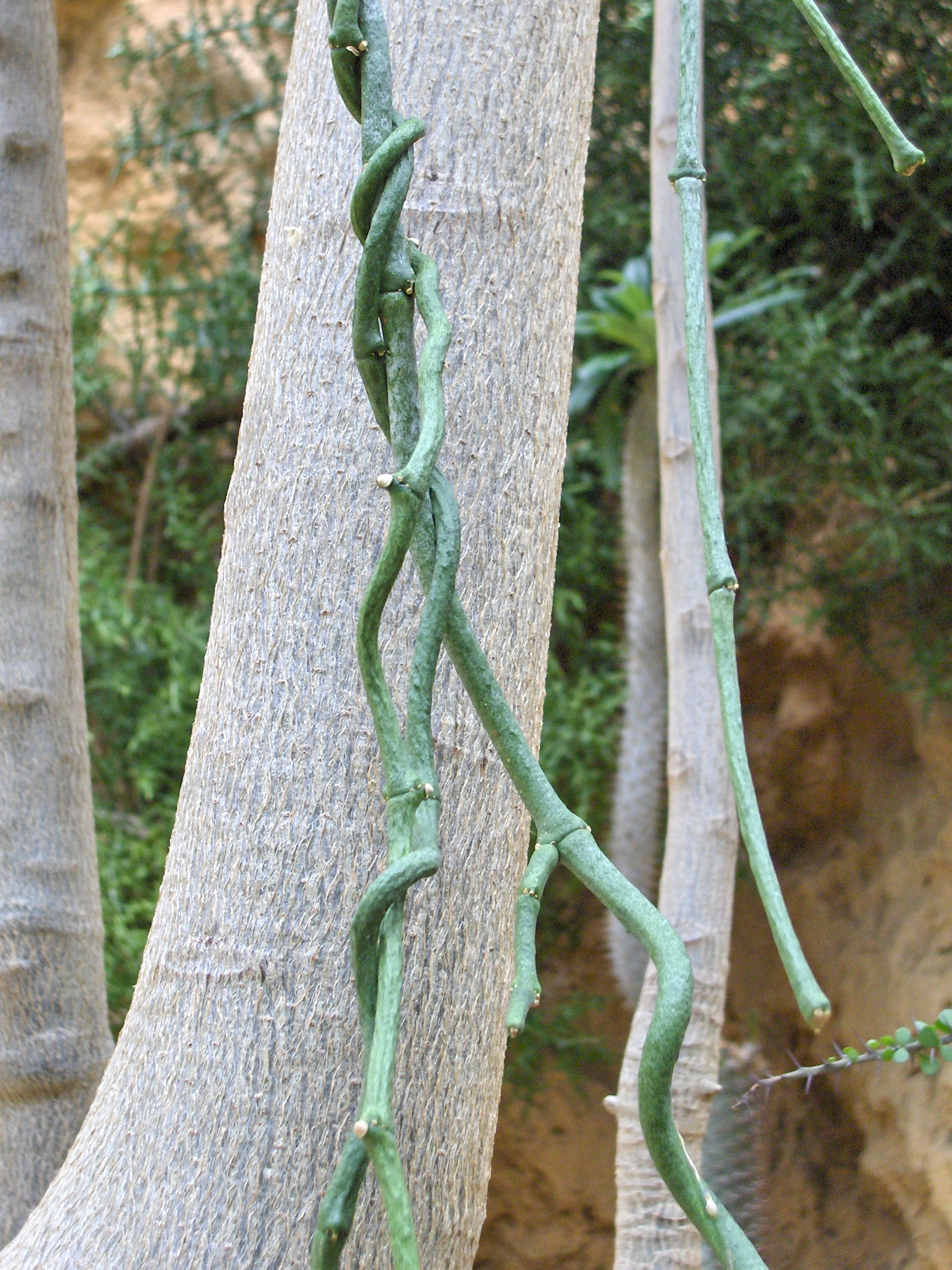
Cynanchum aphyllum

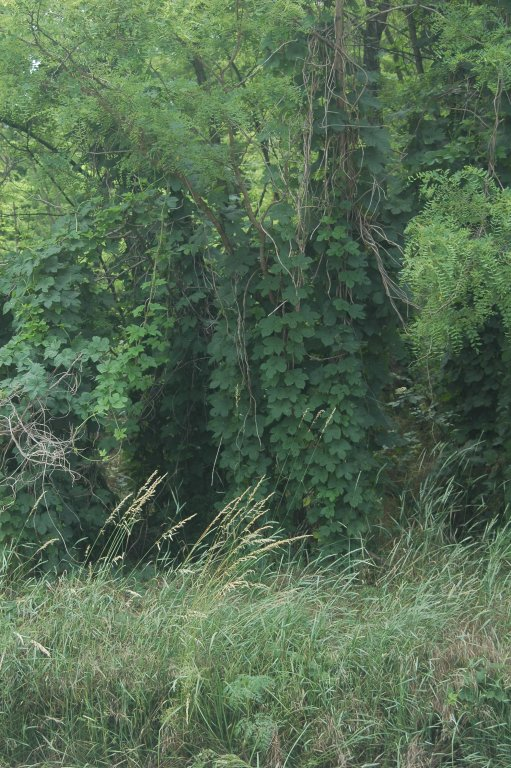
Ліани в європейському лісі, Загорьє

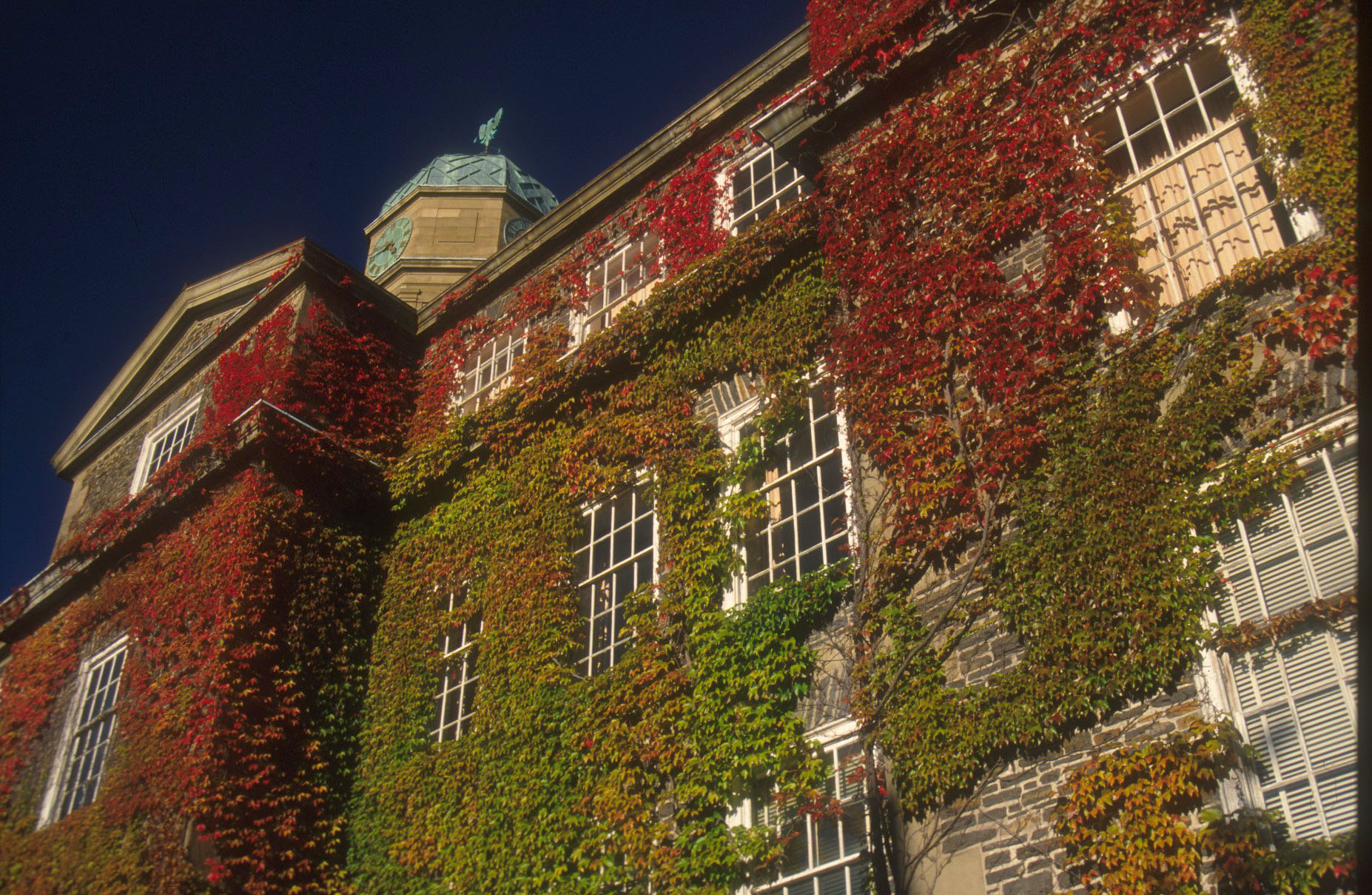
Плющ, що використовується як декоративна рослина

Ліа́ни — різноманітні в'юнкі рослини, як дерев'янисті, з вічнозеленим або опадним листям, так і трав'янисті, з багаторічними або однорічними стеблами. Не маючи змоги вільно триматись у повітрі, вони спираються на сусідні рослини або інші структури й піднімаються високо в повітря, де й росте їхнє листя і квітки.
Ліани властиві переважно вологим тропічним лісам (у вест-індійських лісах росте 33 % видів ліан), де вони, обвиваючись навколо дерев, чіпляючись за них вусиками, присосками, перекидаючи свої гілки з дерева на дерево, утворюють іноді непрохідну гущавину. У помірному кліматі ліани не такі часті (у Європі близько 1,8 % видів, наприклад види роду Ломиніс). Тут вони не надають ландшафтам тієї характерної особливості, як у тропіках.
З морфологічного й аналітичного боку ліани мають багато цікавих особливостей, пов'язаних з їхнім різноманітним способом життя. Їхнє коріння, виступаючи при проростанні з насіння, часто продукує спочатку вусики, присоски тощо, а потім уже листя.